# Hemipenthes mobile
Hemipenthes mobile är en tvåvingeart som först beskrevs av Daniel William Coquillett 1894.  Hemipenthes mobile ingår i släktet Hemipenthes och familjen svävflugor.
Artens utbredningsområde är Kalifornien. Inga underarter finns listade i Catalogue of Life.